# Ángeles Santos Torroella

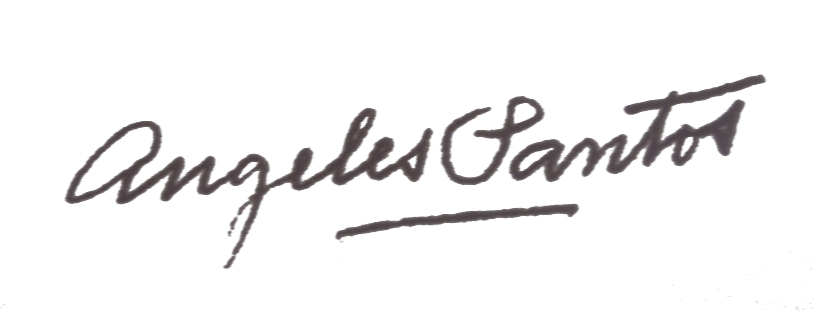
Firma di Ángeles Santos Torroella

Ángeles Santos Torroella (Portbou, 7 novembre 1911 – Madrid, 3 ottobre 2013) è stata una pittrice spagnola.

## Biografia
Nasce nel 1911 a Portbou, una cittadina catalana vicino al confine francese, dove il padre Julián Santos lavora come doganiere. Il lavoro del padre costringe la famiglia Santos, in cui Ángeles è la primogenita di otto figli, a spostarsi spesso tra Spagna e Francia fino al 1927, quando si trasferisce definitivamente a Valladolid. Nel 1924 Ángeles viene mandata in collegio, dove viene subito alla luce il suo talento artistico, al punto da spingere la famiglia a pagarle lezioni private dal pittore italiano Cellino Perotti.

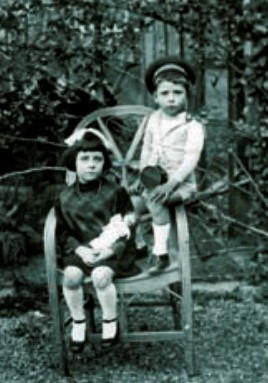
Angeles con il fratello nel 1917

Incaricata dall'amico di famiglia Alfonso Roca de Togores, dipinge La marquesa de Alquibla (1928), lasciando impressionato il suo committente, che la spinge a partecipare ad una mostra collettiva di artiste di Valladolid per la Academia de Bellas Artes de la Purísima Concepción. Appena diciassettenne, espone tre sue opere, La tía Marieta, Niños en el jardín e Retrato de niña, ricevendo giudizi positivi dalla critica. L'anno successivo realizza una sua mostra personale, con una ventina di opere, presso l'Ateneo di Valladolid.
Spinta del padre, che nell'intento di proteggerla e favorire la sua creatività artistica la tiene distante dalle accademie e dall'influenza del mondo esterno, Santos si rifugia nella pittura come unica forma di evasione dalle mura domestiche: tra il 1928 e 1929 realizza più di quaranta quadri. Ispirata dai paesaggi spagnoli visti durante l'infanzia e rielaborati nella sua visione di prigionia domestica, dipinge la sua opera più famosa, Un mundo (1929).
Nel 1929 espone per la prima volta al IX Salone d'Autunno che si svolge a Madrid. In questa occasione entra in contatto con altri artisti e intellettuali dell'epoca, tra cui Ramón Gómez De la Serna. Tra i due nasce da subito una profonda amicizia tenuta in vita da una corrispondenza epistolare. Tornata a Valladolid, Santos inizia a esprimere i primi segni di squilibrio interiore, che confida proprio all'amico De la Serna nelle sue lettere. Una notte di marzo del 1930 scappa di casa e viene poco dopo ritrovata dal padre, in un bosco, in stato confusionale. Passa le successive sei settimane in una clinica psichiatrica a Madrid, che sarà oggetto di un articolo pubblicato da De La Serna il 1º aprile 1930 sulla prima pagina de La Gaceta Literaria.
Uscita dalla clinica, cerca di riprendere le abitudini di un tempo, tra cui la produzione artistica. Nel 1930 assiste all'inaugurazione della sua esposizione personale al Salone di Autunno di Madrid, che riscuote molto successo. Visita anche Parigi, dove è riconosciuta tra le maggiori pittrici dell'epoca, insieme a Maruja Mallo. Nonostante ciò, a parte qualche nuovo disegno e il completamento di quadri già iniziati, non espone nessuna nuova opera.
Nel 1933 si trasferisce a Barcellona e attraversa un periodo in cui rinnega le opere precedenti, arrivando a eliminare fisicamente i ricordi che possiede di quell'epoca. In questi anni si dedica alla famiglia, e sposa il pittore Emili Grau Sala nel gennaio del 1936. A luglio dello stesso anno la coppia, con lo scoppio della guerra civile spagnola, si trasferisce a Parigi. L'anno successivo Santos torna sola dai genitori a Canfranc, dove concepisce il suo unico figlio Julián, che incontrerà il padre, rimasto a Parigi, solamente a dieci anni compiuti.
La famiglia si riunirà definitivamente nel 1962 a Parigi, per poi tornare in Spagna e vivere tra Madrid e Sitges, una cittadina della Catalogna, fino alla morte di Emili Grau nel 1975. Santos trascorrerà i suoi ultimi anni con il figlio a Madrid, dove morirà nel 2013 all'età di centouno anni.

## Stile e opere maggiori
Lo stile pittorico di Ángeles Santos si può dividere in tre fasi, distinte per le città in cui risiede: Valladolid, Madrid e Barcellona. Alla scuola pittorica di Valladolid, dove prende lezioni private, evolve verso una tendenza figurativa moderna che riflette lo stile surrealista espresso da alcuni esponenti della Generazione del '27. Oltre all'influenza dell'avanguardia vallisoletana, Santos trae spunto dalle opere dell'artista e critico tedesco Franz Roh, che nel 1925 con il suo libro Post-espressionismo. Realismo magico, La nuova pittura europea aveva introdotto nella critica d'arte il termine di realismo magico. I suoi dipinti Retrato de la Marquesa de Alquibla e Autorretrato (1928) avviano la pittrice allo stile surrealista, che connoterà poi il suo dipinto più celebre, Un mundo (1929).
Tra aprile e settembre 1929 lavora ininterrottamente a Un mundo e Tertulia, due opere che esprimono perfettamente l'incontro tra surrealismo ed espressionismo. Se Tertulia vuole raccontare la realtà di Santos, Un mundo rappresenta l'immaginario in cui la pittrice si immerge per sfuggire alla quotidianità, in cui racchiude tutto ciò che ha osservato durante i numerosi viaggi in treno attraverso la Spagna.
Nell'ottobre del 1929 partecipa al IX Salone d'Autunno, che si tenne al Palacio de Exposiciones del Retiro di Madrid, con tre opere: Un mundo, Autorretrato e Niñas. Dopo il suo soggiorno a Madrid, si nota un cambiamento di stile. Il nuovo periodo è caratterizzato dal collegamento della sua pittura al movimento dell'arte espressionista, con modelli figurativi come le Pinturas Negras di Francisco de Goya e i personaggi dell'opera di José Gutiérrez Solana, portandola a utilizzare uno stile molto vicino al realismo.
L'attività pittorica dell'artista subisce una pausa nei primi anni '30 a causa del suo ricovero in clinica psichiatrica, fino al 1933 quando si trasferisce a Portbou. Dopo il matrimonio con il pittore e illustratore catalano Emilio Grau Sala, avviene un nuovo cambiamento di stile, come dimostrano le opere di quel periodo presentate alla Biennale di Venezia del 1936. Durante gli anni di separazione dal marito dovuti alla guerra civile, Santos si dedica alla pittura grazie ad alcune esposizioni personali. Dopo la riconciliazione con Grau, avvenuta nei primi anni '60, influenzata dallo stile del marito, dipinge paesaggi delle città di Parigi, Barcellona e Sitges.

## Esposizioni
| Anno | Luogo                                                 | Città                | Descrizione                                                                                        |
| ---- | ----------------------------------------------------- | -------------------- | -------------------------------------------------------------------------------------------------- |
| 1928 | Círculo Mercantil                                     | Valladolid           | Exposición colectiva de artistas vallisoletanos                                                    |
| 1929 | Lyceum Club                                           | Madrid               | IX Salón de Otoño                                                                                  |
| 1929 | Università di Valladolid                              | Valladolid           | Prima esposizione personale                                                                        |
| 1930 | Università della California                           | California           | Exposición de Arte Español                                                                         |
| 1930 | Círculo de Bellas Artes                               | Madrid               | X Salón de Otoño de Madrid (Sala personale)                                                        |
| 1931 | Salón de te Yacaré                                    | San Sebastián        | Esposizione individuale                                                                            |
| 1931 | Galería Charles-August Girard                         | Parigi               | Esposizione individuale                                                                            |
| 1931 | Carnegie Institute                                    | Pittsburgh           | International Exhibition of Paintings                                                              |
| 1931 |                                                       | Oslo                 | Exposición de Arte Español                                                                         |
| 1931 |                                                       | San Sebastián        | Exposición de la Sociedad de Artistas Ibéricos                                                     |
| 1932 | Galerie Flechtheim                                    | Berlino e Copenaghen | Sociedad de Artistas Ibéricos                                                                      |
| 1933 | Carnegie Institute                                    | Pittsburgh           | Thirty-first Annual International Exhibition of Paintings                                          |
| 1933 |                                                       | Madrid               | XIII Salón de Otoño                                                                                |
| 1935 | Galeria d'Art Syra                                    | Barcellona           | Esposizione individuale                                                                            |
| 1936 | 20a Biennale di Venezia                               | Venezia              | Mostra Spagnola                                                                                    |
| 1936 | Galeria d'Art Syra                                    | Barcellona           | Esposizione individuale                                                                            |
| 1936 |                                                       | Parigi               | Exposición de Arte Español Contemporáneo                                                           |
| 1941 | Sala de los libros                                    | Saragozza            | Esposizione individuale                                                                            |
| 1942 | Casa del Libro                                        | Barcellona           | Esposizione individuale                                                                            |
| 1942 |                                                       | Barcellona           | Exposición Nacional de Bellas Artes                                                                |
| 1945 | Galería Estilo                                        | Madrid               | Esposizione individuale                                                                            |
| 1946 | Università di Madrid                                  | Madrid               | Esposizione individuale al Colegio Mayor de Santa Teresa de Jesús                                  |
| 1951 | Galerías Fortunet                                     | Figueres             | Esposizione individuale                                                                            |
| 1955 |                                                       | Barcellona           | II Bienal Hispanoamericana de Arte                                                                 |
| 1966 | Colegio Oficial de Arquitectos de Cataluña y Baleares | Barcellona           | Collettiva                                                                                         |
| 1967 |                                                       | Barcellona           | Ospite speciale al VI Salón Femenino de Arte Actual                                                |
| 1969 | Sala Rovira                                           | Barcellona           | Esposizione individuale                                                                            |
| 1974 | Sala Parés                                            | Barcellona           | Esposizione individuale                                                                            |
| 1975 | Sala Nonell                                           | Barcellona           | Esposizione individuale                                                                            |
| 1975 | Galería Dau al Set                                    | Barcellona           | Collettiva                                                                                         |
| 1977 | Museu de l'Empordà                                    | Figueres             | Collettiva Surrealistes empordanesos                                                               |
| 1978 | Galería El Cisne                                      | Madrid               | Esposizione individuale                                                                            |
| 1979 | Galería Agora 3                                       | Sitges               | Esposizione individuale                                                                            |
| 1981 | Galería Jaló                                          | Saragozza            | Esposizione individuale                                                                            |
| 1982 | Galería Alençon                                       | Madrid               | Esposizione                                                                                        |
| 1983 | Galería Odile                                         | Saragozza            | Esposizione individuale                                                                            |
| 1984 | Centro Cultural Conde-Duque                           | Madrid               | Mujeres en el arte español contemporáneo, 1900-1984                                                |
| 1986 | Museu de l'Empordà                                    | Figueres             | Retrospettiva                                                                                      |
| 1988 | Galería Juan Gris                                     | Madrid               | Esposizione individuale                                                                            |
| 1988 | Centre d'Art Santa Mònica                             | Barcellona           | Surrealisme a Catalunya 1924-1936. De l'Amic de les Arts al Logicobofisme                          |
| 1992 | Museo Nacional Centro de Arte Reina Sofía             | Madrid               | Picasso, Miró, Dalí y los orígenes del Arte Contemporáneo en España 1900-1936                      |
| 1992 | La Pedrera                                            | Barcellona           | Avantguardes artístiques a Catalunya 1906-1939                                                     |
| 1994 | Fundación Cultural Mapfre Vida                        | Madrid               | El Autorretrato en España II. De Picasso a nuestros días                                           |
| 1996 | Juan Gris Galería de arte                             | Madrid               | Esposizione individuale                                                                            |
| 1997 | Musée d'Art Moderne de la Ville de Paris              | Parigi               | Les années 30 en Europe                                                                            |
| 1997 | Fundación "La Caixa"                                  | Madrid               | Madrid Barcelona, 1930-1936. La tradición de lo nuevo                                              |
| 1997 | Comunidad Autónoma de Madrid                          | Madrid               | Imágenes para una generación poética (1918-1927-1936)                                              |
| 1998 | Galería Agora 3                                       | Sitges               | Esposizione individuale                                                                            |
| 1999 | Museu d'Art Modern de Barcelona                       | Barcellona           | Fora d'ordre, dones de la Vanguardia espanyola [Fuera de orden, mujeres de la Vanguardia española] |
| 1999 | Albert Gallery                                        | Pozuelo de Alarcón   | Esposizione individuale                                                                            |
| 2001 | CCCB                                                  | Barcellona           | Rèquiem per l'escala                                                                               |
| 2001 | Albert Gallery                                        | Pozuelo de Alarcón   | Muestra antológica                                                                                 |
| 2002 | Albert Gallery                                        | Madrid               | Esposizione individuale                                                                            |
| 2003 | Sala de Exposiciones de Bilbao Bizkaia Kutxa          | Bilbao               | Retrospettiva                                                                                      |
| 2003 | Museo de Arte Contemporáneo Español Patio Herreriano  | Valladolid           | Retrospettiva                                                                                      |

## Premi e riconoscimenti
- Premio Cruz de San Jorge (2005)